# 殭屍車

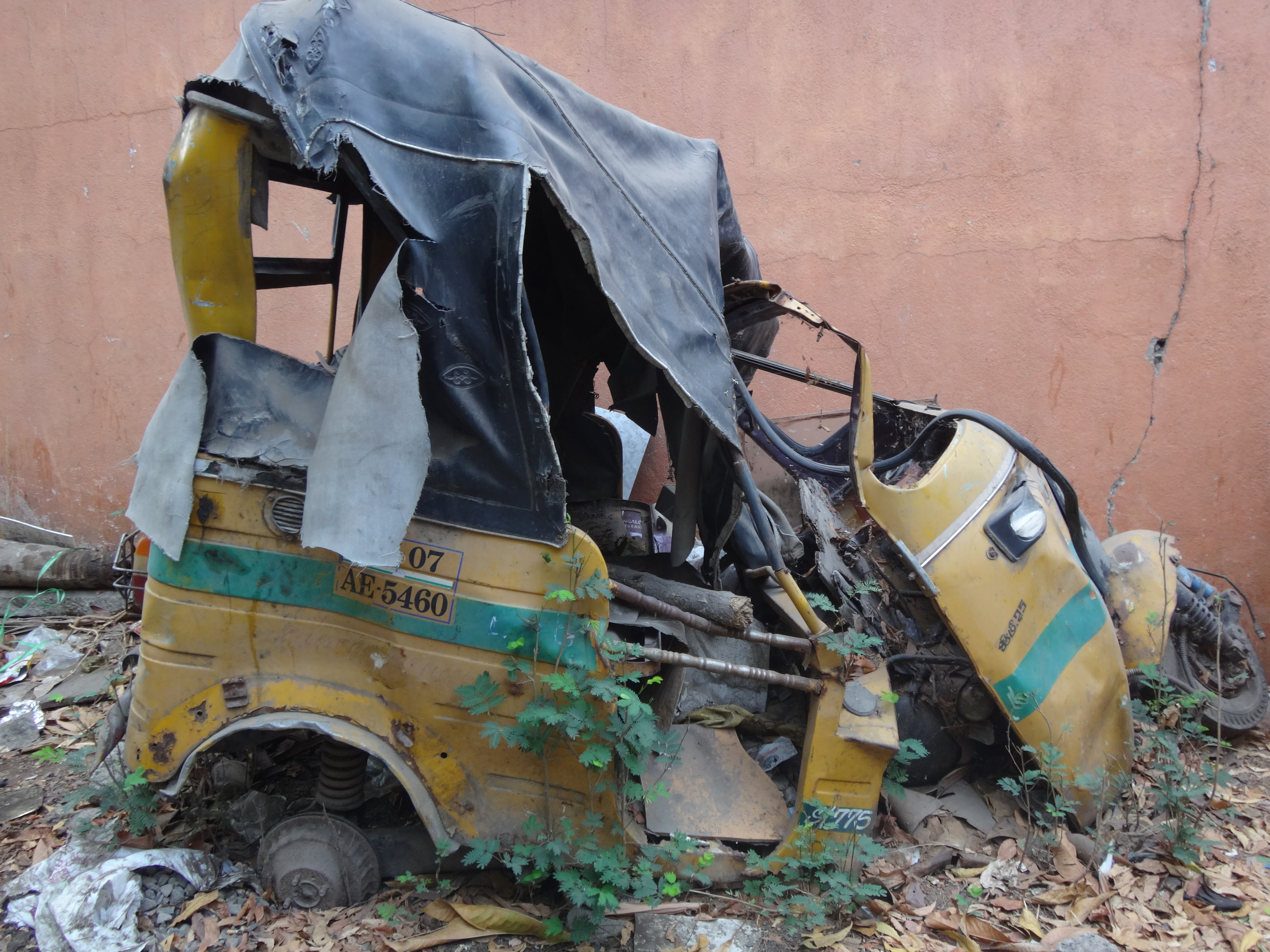
彻底损坏了的废弃车辆

僵尸车，是指长期无人管理或遗弃在公共及私人场所的车辆。僵尸车由于长时间未被使用通常已无法正常行驶。僵尸车的外观时常会出现严重破损、被植物覆盖，或积满灰尘等情况。在中国，僵尸车现象尤为普遍，尤其是在城市地区，一些车辆长期停放于路边或停车场无人问津，最终被环境逐渐掩埋。
僵尸车不仅对城市景观造成破坏，还可能引发一系列环保及公共安全问题。例如，车辆泄漏的机油、电池液及其他有害化学物质会污染土壤和地下水源，对周边生态系统造成严重威胁。僵尸车还可能成为犯罪活动的温床，如吸毒窝点或纵火目标。
为解决僵尸车对周围环境引发的乱象，各国政府通常制定相关法规对僵尸车进行清理和处理。社交媒体的广泛关注也促使僵尸车现象得到了一定程度上的解决。

## 环境与社会影响
僵尸车对会对环境和社会产生负面作用。废弃的车辆会泄漏机油、刹车液、冷却液甚至电池液，这些有害物质渗入土壤，不仅污染地下水，还会破坏生态系统，影响植物生长和水质安全。
僵尸车由于长时间静置还会排放如铅和汞等有毒物质，对空气质量产生负面影响。
僵尸车不只是占地方的“城市垃圾”，它们还容易滋生各种社会问题。如废弃车辆可能被当成吸毒窝点、无家可归者的临时栖身地，甚至成为纵火等犯罪行为的温床。僵尸车常常占据宝贵的停车空间，特别是在城市中，加剧交通拥堵和停车问题。